# Diecezja Campina Grande
Diecezja Campina Grande (łac. Diœcesis Campinæ Grandis) – diecezja rzymskokatolicka w Brazylii, sufragania metropolii Paraíba. Powstała 14 maja 1949 z części terenu archidiecezji Paraíba, od 1959 w obecnym kształcie terytorialnym.

## Główne świątynie
- Katedra: Katedra Niepokalanego Poczęcia Najświętszej Maryi Panny w Campina Grande

## Biskupi diecezjalni
- Anzelm Pietrulla OFM (1949 – 1955)
- Otàvio Barbosa Aguiar (1956 – 1962)
- Manuel Pereira da Costa (1962 – 1981)
- Luís Gonzaga Fernandes (1981– 2001)
- Matias Patrício de Macêdo (2001 – 2003)
- Jaime Vieira Rocha (2005 – 2011)
- Manoel Delson Pedreira da Cruz OFMCap. (2012 – 2017)
- Dulcênio Fontes de Matos (od 2017)